# Engelbert III van Brienne
Engelbert III van Brienne (overleden voor 28 december 1035) was tot aan zijn dood in 1035 graaf van Brienne. Hij behoorde tot het huis Brienne.

## Levensloop
Engelbert III was de oudste zoon van graaf Engelbert II van Brienne. Volgens een genealogische stamboom van het gravenhuis van Anjou uit het begin van de 12e eeuw was de moeder van Engelbert III ene Wandalmonis, die vermoedelijk uit de familie van de heren van Salins stamde. 
Waarschijnlijk werd hij graaf van Brienne voor de periode 1027-1031. In een akte van de abdij van Montier-en-Der uit die jaren werd hij voor het eerst genoemd als graaf.
Engelbert overleed ten laatste op 28 december 1035. Op die datum werd zijn zoon Wouter I (overleden rond 1090), uit zijn huwelijk met ene Petronella, voor het eerst genoemd als graaf van Brienne.